# Thutmosis III

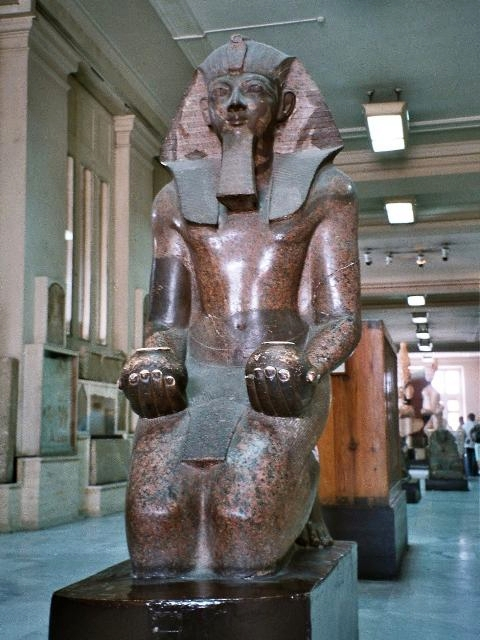
Thutmose III.

Thutmosis III, även med stavningarna Thutmose och Thotmes, var en egyptisk farao och den sjätte faraon över den artonde dynastin och Nya riket som regerade mellan 1479 f.Kr. – 1425 f.Kr. Thutmosis III var en av de faraoner som regerat längst i Egyptens historia. Han tillträdde som barn och styrde med hjälp av sin faster Hatshepsut.

## Biografi
Han var son till Thutmosis II och dennes bihustru Isis och regerade tillsammans med Hatshepsut, faderns drottning, till hennes död 1457 f.Kr., varefter han regerade drygt 30 år själv. Efter hennes död raderade han bort nästan allt som hade med hennes namn att göra. Thutmosis III gifte sig flera gånger, bland annat med Hatshepsuts yngsta dotter. Hans förstfödde med första hustrun, Amenemhat, var ursprungligen kronprins men denne dog redan några år efter Hatshepsut och ny kronprins blev Amenhotep II som var hans son med sin andra hustru. Thutmosis III var en expansionistisk farao, och har ibland kommit att kallas Egyptens Napoleon, då han ska ha erövrat 350 städer och varit bland de första faraonerna att ta sig bortom Eufrat i samband med konflikten med Hanilgalbat, även kallat Mitanni-riket. Han uppförde flera monument bland annat den centrala ceremonibyggnaden av sten i templet i Karnak. Thutmosis III gjorde många militärkampanjer mot Palestina och Syrien, och nådde Eufrat.
Thutmosis III begravdes i KV34 i Konungarnas dal, och hans grav är den första där det funerära verket Amduat har återfunnits komplett. Amduat är en skrift som ska hjälpa den döde i livet efter detta. Thutmosis III:s mumie hittades 1881 i TT320 dit den flyttats under den tjugoandra dynastin.
Gör man en strikt tolkning av Bibelns datering av Israeliternas uttåg ur Egypten baserat på de 480 år som enligt 1 Kung 6:1 skiljer uttåget från kung Salomos grundläggning av Jerusalems tempel i dennes fjärde regeringsår (966 f.Kr.) hamnar man på 1446 f.Kr. vilket pekar mot Thutmosis III:s regeringstid. Dock finns det mycket som talar för att uttåget skedde senare och under Ramses II:s tid.

## Thutmosis III:s fälttåg
Thutmosis III anses av många ha varit ett militärt geni. Han var en expansiv härskare som i modern tid kommit att kallas "Egyptens Napoleon". Under sin tid som farao skall han ha erövrat 350 städer, och större delen av främre Orienten kom att tillfalla Egypten. Vid hans död sträckte sig Egypten från floden Eufrat i Mellanöstern till Nubien i Afrika. Thutmosis III var den förste farao sedan Thutmosis I att korsa Eufrat, detta under sin kampanj mot Mittaniriket. Under tidigt 1900-tal fanns teorier om att Thutmosis även erövrat Mesopotamien samt öar i Medelhavet så som Cypern. Detta tros ej längre vara fallet. Mesopotamien styrdes under perioden av andra kungadömen som inte nämner någon egyptisk invasion och inga spår av egyptiska bosättningar finns där. Cypern verkar ha sänt gåvor till Egypten men det finns inget som tyder på att de invaderats eller erövrats av egyptierna.
Thutmosis erövringar verkar ha baserats på att anfalla antingen svagare stadsstater eller sakta men säkert ta bit efter bit av större riken. Armén kuvade en stad i taget innan den fortsatte mot nästa mål. På detta sätt uppnåddes total dominans över de invaderade områdena även om det gick sakta. En starkt bidragande faktor till Thutmosis framgång var att den egyptiska armén efter Hyksosinvasionen utvecklats och modernare vapen och taktik användes, så som stridsvagnen. 

### Första fälttåget
När Thutmosis varit farao i 21 år avled hans förmyndare och senare medhärskare Hatshepsut vilket gjorde att han nu ensam hade makten över Egypten. Ungefär samtidigt kom sändebud om att kungen av Kadesh samlat en här och inlett uppror vid Egyptens norra gräns samt att han nu tågade mot staden Megiddo varifrån de kunde utföra anfall mot de egyptiska områdena. Thutmosis III samlade snabbt en armé och begav sig mot Kanaan. Några månader efter sitt tillträde som ensam farao passerade han gränsfästningen Tjaru (Sile) och fortsatte sedan längs med kusten till staden Jamnia (dagens Yavne) som ligger i Yehem. Jamnia var på Thutmosis tid en mindre stad nära Megiddo och den egyptiska armén slog läger på fälten invid staden och började se över situationen.
Mellan den egyptiska armén och Megiddo där den kadeshiska armén hade sitt läger löpte en bergås som sträckte sig från Karmelberget in i landet. Om den egyptiska armén ville ta initiativet och anfalla först skulle de vara tvungna att antingen gå runt åsen till norr eller söder, alternativt genom ett smalt bergspass (Arunapasset) som löpte genom åsen. Thutmosis militära rådgivare föreslog att armén skulle ta sig runt bergåsen på någon av sidorna men Thutmosis ansåg att detta var vad hans fiender förväntade sig av honom och han beslutade sig för att leda armén genom bergspasset, något som rådet skall ha motsatt sig. Enligt Thutmosis skrifter var passet så smalt att armén var "tvungen att gå häst efter häst och man efter man". Passet existerar än idag men är inte så smalt som Thutmosis beskriver det. 
När den egyptiska armén gått genom passet befann de sig på Esdraelonfältet och därmed bakom den kadeshiska armén. Av okänd anledning anföll kadesherna inte egyptierna när de kom ut ur passet och armén hann samlas. Det skulle dröja till morgonen efter innan stridigheter bröt ut. Morgonen efter besegrades kadesherna men egyptierna började plundra fiendelägret vilket resulterade i att delar av den kadeshiska armén lyckades sätta sig i trygghet bakom Megiddos murar. Thutmosis blev därmed tvungen att belägra staden som föll efter cirka 7–8 månader. Enligt Thutmosis skrifter skedde slaget "år 23, Jag, Shemu [dag] 21, den exakta dagen för nymånesfesten", vilket om det stämmer enligt månkalendern innebär den 9 maj 1457 f.Kr om man utgår från att Thutmosis blev farao 1479 f.Kr. Slaget kom att bli känt som "Slaget vid Megiddo".
Erövrandet av Megiddo ändrade den politiska situationen i Kanaan drastiskt. Thutmosis och egyptierna kunde nu göra anspråk på hela norra Kanaan och de syriska kungadömena betalade honom tribut och sände sina söner som "gisslan". Även Assyrien, Babylon och hettiterna skickade gåvor till Thutmosis III och gratulerade honom till hans seger. Det enda rike som varken skickade gåvor eller tribut var Mitanniriket. De skulle komma att lida för detta i Thutmosis framtida kampanjer.

### Turer i Kanaan och Syrien
De andra, tredje och fjärde fälttågen som Thutmosis skall ha utfört verkar samtliga snarare handla om enklare expeditioner i Kanaan och Syrien för att samla tribut från de olika staterna där. Det andra fälttåget har tidigare ansetts vara den tributinsamling som gjordes direkt efter att Megiddo fallit, men de texter som tidigare trotts berätta om detta har visat sig komma från Thutmosis 40:e år som farao och de har därmed inget med det andra fälttåget att göra. Det andra fälttåget är därmed okänt. Det tredje fälttåget omnämns inte i skrifterna i Karnak men i ett separat rum i templet finns en undersökning av de djur och växter som påträffats i Syrien under fälttåget. Denna undersökning tros komma från Thutmosis 25:e år på tronen. Det finns inga skrifter som berättar om det fjärde fälttåget heller men under denna tid byggdes en fästning i nedre Libanon av egyptierna. Det tros att denna fästning är från det fjärde fälttåget.

### Erövrandet av Syrien
Thutmosis 5:e, 6:e och 7:e fälttåg verkar samtliga ha varit inriktade mot feniciska stadsstater i Syrien och mot Kadesh vid Orontesfloden. Under Thutmosis 29:e år inledde han det 5:e fälttåget och erövrade först en kuststad (vars namn är okänt) som tillhörde stadsstaten Tunip. Han tog sig sedan inåt landet och erövrade Ardata med dess kringliggande område staden plundrades och dess sädesfält brändes. Thutmosis stationerade sedan trupper i ett område som skrifterna kallar Djahy och som förmodligen är kusten i södra Syrien. Detta gjorde det möjligt för Thutmosis att nu direkt frakta trupper och förnödenheter från Egypten till Syrien utan att behöva ta sig igenom Kanaan först. 
Thutmosis 6:e fälttåg påbörjades efter att förstärkning anlänt från Egypten och armén följde därefter Jordanfloden in i Kadesh land som de plundrade. Efter det vände de västerut och erövrade Simyra innan de vände mot Ardata som gjort uppror. För att förhindra vidare uppror började Thutmosis ta fler gisslan från de syriska staternas ledande familjer. Syrien styrdes inte av folkets åsikter men istället av styrande adelsfamiljer och genom att ta deras barn till Egypten som gisslan kunde Thutmosis försäkra sig om att de förblev lojala mot honom. 
Under Thutmosis 31:a år på tronen gjorde Syrien uppror igen. Thutmosis drog åter in med sin armé, krossade upproret och erövrade hamnstaden Ullaza. Han fortsatte sedan längs med kusten och erövrade de andra mindre feniciska hamnstäderna som låg där. För att ytterligare försvåra uppror togs allt spannmål som inte behövdes för befolkningens överlevnad och förvarades i de erövrade hamnstäderna för att utfodra den egyptiska armén. Därmed var de gamla stadsstaterna inte längre kapabla att skicka arméer i fält.

### Anfallet mot Mitanniriket
Då Thutmosis nu säkrat de syriska stadsstaterna var det uppenbara målet för nästa kampanj Mitanniriket. Mitanniriket var ett mäktigt hurritiskt rike och för att nå dit var Thutmosis tvungen att korsa Eufrat. Han seglade till Byblos och fortsatte därefter inåt landet genom områden han redan erövrat. För att få det hela att likna en vanlig indrivning av tribut lät han sin arme plundra landet medan de sakta rörde sig norrut, från Byblos hade egyptierna även burit med sig båtar som senare skulle komma till användning. Thutmosis drog in i landområdet som tillhörde Aleppo och Karkemisch och satte där fart mot floden Eufrat som korsades med hjälp av de medhavda båtarna. 
Mitanniriket var helt oförberett på en invasion och trots att den mitanniska flottan försökte avbryta egyptiernas korsande av Eufrat så misslyckades de i att hindra en egyptisk landstigning. Thutmosis kunde sedan utan problem bege sig från stad till stad som han plundrade medan de mitanniska adelsmännen gömde sig i grottor (enligt de egyptiska källorna). Då han inte mötte något motstånd passade Thutmosis på att resa en segerstele som markerade hans korsande av Eufrat intill den stele hans föregångare Thutmosis I själv rest när han korsat floden. Han fortsatte sedan plundra landet. En milisarmé upprättades av Mitannierkungen men armén besegrades snabbt av egyptierna som sedan begav sig tillbaka till Syrien efter att ha erövrat Niy. I Syrien deltog Thutmosis i en elefantjakt innan han reste till Egypten och firade sin seger. 

### Turer i Syrien
Thutmosis återvände till Syrien under sitt 34:e år som farao. Detta så kallade 9:e fälttåg verkar snarare ha varit en räd mot ett område i nordvästra Syrien som kallades Nukhashshe, ett område som beboddes av halvnomadiska stammar. Listan över krigsgods är kort så det var sannolikt enbart en liten räd. 
Det 10:e fälttåget verkar ha varit långt mer våldsamt. I Thutmosis 35:e år hade Mitannikungen samlat en stor armé som mötte egyptierna utanför Aleppo. De egyptiska källorna beskriver i vanlig ordning en förkrossande seger över den mitanniska fienden men detta ter sig underligt när listan över fångar efter striden granskas. Enbart tio män verkar ha tagits tillfånga vilket tyder på att slaget snarare slutade i stillestånd. Dock mottog Thutmosis gåvor från hettiterkungen efter slaget vilket tyder på att egyptierna kan ha segrat. Dock inte så "förkrossande" som de själva beskriver. 
De två fälttågen som följde det 10:e fälttåget är okända och inte nedtecknade. Det tros att det 11:e fälttåget skedde under Thutmosis 36:e år på tronen och det 12:e fälttåget under hans 37:e år på tronen. Detta då det 13:e fälttåget skedde under Thutmosis 38:e år på tronen. Krigsbyte från det 12:e fälttåget nämns i Karnaktemplet alldeles innan beskrivningen går in på det 13:e fälttåg och innehåller några vilda djur samt okända mineraler. Detta har lett till uppfattningen att det 12:e fälttåg varit inriktat på Nukhashshe. 
Det 13:e fälttåget var även det riktat mot Nukhashshe och verkar ha varit av begränsad omfattning. Det 14:e fälttåget skedde under Thutmosis 39:e år på tronen och var mot Shasufolket. Var fälttåget ägde rum är okänt då Shasufolket var nomader som rörde sig över områden som sträckte sig från nuvarande Libanon till Transjordanien. 
Det 15:e fälttåget är endast numrerat så vilket år det skedde är okänt. Det omnämns att tribut inhämtats från något kungadöme men det är oklart om egyptierna ens såg det som ett fälttåg. Från det 16:e fälttåget finns endast tributlistan kvar och den verkar ha ägt rum i gränslandet kring Niy. Det sista och 17:e fälttåget (16:e om det 15:e inte räknas) är mer väldokumenterat. Under Thutmosis 42:a år på tronen utbröt ett massivt uppror i Syrien som stöddes av Mitanniriket. Thutmosis tog sin armé längs med kusten från Egypten och besegrade upprorsmännen vid Arkafältet och fortsatte sedan till Tunip som erövrades. Efter att ha erövrat Tunip marscherade armén mot Kadesh och förstörde där tre fästningar som besuttits av mitannierna. Efter det vände armén hem igen och förklarade seger. Segern var dock inte fullständig. Kadesh hade inte intagits och Tunip verkar ha gjort sig självständigt igen strax efter att den egyptiska armén dragit sig tillbaka.

### Det nubiska fälttåget
Under Thutmosis 50:e år på tronen inledde han sitt sista fälttåg, denna gång mot Nubien. Thutmosis lyckades ta sig till Nilens 4:e katarakt innan han vände tillbaka vilket är det längsta en egyptisk farao tagit sig med en armé söderut. Området kring Nilens fjärde katarakt var dock sedan länge influerat av egyptisk kultur och skrifter funna i Gebel Barkal visar att Egypten haft visst politiskt inflytande på området redan innan Thutmosis fälttåg.